# Tawera rosa
Tawera rosa је врста слановодних морских шкољки из рода Tawera, породице Veneridae, тзв. Венерине шкољке.

## Статус
Прихваћен.